# Guacharaca
A guacharaca é um instrumento musical de percussão ídiófono de raspagem, utilizado majoritariamente no vallenato. É fabricado a partir do tronco de determinadas árvores (normalmente palmeiras) ou de metal (lata). Compõe-se de duas partes: a guacharaca mesma, de superfície enrugada, e o pente ou trincha, feito de arame duro e punho de madeira, usado para raspar a superfície rugosa.  É um dos três instrumentos tradicionais do vallenato, juntamente com o acordeão e a caja vallenata.
O guacharaquero (aquele que toca a guacharaca) raspa a bifurcação ao longo da superfície do instrumento para criar seu característico som de arranhão. Uma guacharaca típico é aproximadamente tão grosso quanto um cabo de vassoura e da altura de um violino. A guacharaca foi criada por índios nativos da cultura Tairona na região da Sierra Nevada de Santa Marta, na Colômbia, como um instrumento para simular o canto do pássaro guacharaca (ou Ortalis ruficauda).